# Osgood Perkins
Osgood Perkins, all'anagrafe James Ripley Osgood Perkins (West Newton, 16 maggio 1892 – Washington, 21 settembre 1937), è stato un attore statunitense.

## Biografia
Figlio di Henry Phelps Perkins Jr. e di Helen Virginia (nata Anthony), Osgood Perkins fece il suo debutto a Broadway nel 1924 nella pièce Beggar on Horseback di George S. Kaufman e Marc Connelly. Nei successivi dodici anni apparve in 24 produzioni di successo di Broadway, tra cui The Front Page (1928-1929), nel ruolo dell'editore Walter Burns, in Zio Vanja (1930), in cui interpretò la parte di Mikhail lvovich Astrov, medico e filosofo, e La scuola dei mariti (1933-1934) di Molière, in cui impersonò Sganarello.
Interprete teatrale di successo, Perkins fu protagonista anche sul grande schermo. Girò una dozzina di film muti, tra i quali Love 'Em and Leave 'Em (1926), accanto a Louise Brooks, prima di passare senza difficoltà al sonoro. Durante gli anni trenta partecipò ad alcune celebri pellicole, come Scarface - Lo sfregiato (1932), in cui interpretò il ruolo del gangster Johnny Lovo accanto al protagonista Paul Muni, il dramma Madame du Barry (1934), nei panni del duca di Richelieu, la commedia romantica Notte di carnevale (1935), e il musical Amore in otto lezioni (1937).
Nel 1922 Perkins sposò Janet Esselstyn Rane, dalla quale nel 1932 ebbe il suo unico figlio, Anthony, divenuto celebre attore. Osgood Perkins morì improvvisamente a Washington nel 1937, all'età di 45 anni, per un infarto.

## Filmografia parziale
- The Cradle Buster, regia di Frank Tuttle (1922)
- Love 'Em and Leave 'Em, regia di Frank Tuttle (1926)
- Mother's Boy, regia di Bradley Barker (1929)
- Il marito ricco (Tarnished Lady), regia di George Cukor (1931)
- Scarface - Lo sfregiato (Scarface), regia di Howard Hawks (1932)
- Madame du Barry, regia di William Dieterle (1934)
- Kansas City Princess, regia di William Keighley (1934)
- The President Vanishes, regia di William A. Wellman (1934)
- Secret of the Chateau, regia di Richard Thorpe (1934)
- Notte di carnevale (I Dream Too Much), regia di John Cromwell (1935)
- Amore in otto lezioni (Gold Diggers of 1937), regia di Lloyd Bacon (1937)
- È nata una stella (A Star Is Born), regia di William A. Wellman (1937)

## Doppiatori italiani
- Gianfranco Bellini in Scarface - Lo sfregiato (1º ridoppiaggio)
- Luca Dal Fabbro in Scarface - Lo sfregiato (2º ridoppiaggio)